# Bear Stearns
Bear Stearns was een Amerikaanse bank.
De bank Bear Stearns gold als een van de grootste ter wereld op het gebied van zakenbankieren en effectenhandel. De bank is in 1923 opgericht in New York en was een van de zeldzame banken die niet ontstaan is door een fusie. Sinds 1985 werden de aandelen van de bank verhandeld op de New York Stock Exchange. Eind 2006 werkten er 13.500 mensen bij Bear Stearns.
Volgens de april 2005 uitgave van het blad Institutional Investor was Bear Stearns naar vermogen de zevende zakenbank ter wereld.

## Kredietcrisis
Als gevolg van de kredietcrisis die ontstond na problemen met Amerikaanse hypotheken is de bank medio 2007 in de problemen geraakt. Een van haar investeringsfondsen in de aan hypotheken verwante financiële derivaten ging in juli 2007 ten onder. Begin 2008 bleven de geruchten over liquiditeitsproblemen rondgaan. De problemen werden op 10 maart 2008 ontkend. Ook op 13 maart ontkende de voorzitter van de bank Alan Schwartz de problemen. Een dag later echter werd bekend dat de bank als redding een grote kapitaalinjectie kreeg van de bank JP Morgan Chase en de Amerikaanse centrale bank de Fed. Niettemin ging het aandeel fors onderuit. Daarmee stond het sinds het begin van het jaar 2008 in totaal 75% lager, en was het de vraag of de bank als zelfstandige instelling voort zou kunnen bestaan. Op maandag 17 maart 2008 bleek dat de bank voor 2 dollar per aandeel zou worden overgenomen door JP Morgan, 90% onder het slot van de vrijdag ervoor. Een jaar eerder stond de koers nog op meer dan 150 dollar. JP Morgan verhoogde het bod uiteindelijk tot 10 dollar per aandeel.
Op de NYSE had Bear Stearns de code BSC. Tegenwoordig (anno 2012) is deze code niet in gebruik.